# Степановский сельсовет (Красноярский край)
Степа́новский сельсове́т — сельское поселение в Ирбейском районе Красноярского края.
Административный центр — посёлок Степановка.

## Население
| 2010 | 2012 | 2013 | 2014 | 2015 | 2016 | 2017 |
| ---- | ---- | ---- | ---- | ---- | ---- | ---- |
| 744  | ↘699 | ↘680 | ↘663 | ↘653 | ↘647 | ↘631 |

## Состав сельского поселения
В состав сельского поселения входит один населённый пункт — посёлок Степановка.

## Местное самоуправление
Степановский сельский Совет депутатов
Дата избрания: 14.03.2010. Срок полномочий: 5 лет. Количество депутатов: 7
Главы муниципального образования
- Федоров Олег Сергеевич. Дата избрания: 14.03.2010. Срок полномочий: 5 лет
- Сырыгин Сергей Павлович. Дата избрания: 16.09.2014. Срок полномочий: 5 лет